# テネシー州議会
テネシー州議会（テネシーしゅうぎかい、英語: The Tennessee General Assembly）は、アメリカ合衆国テネシー州の州議会。上院と下院からなる非常勤の両院制議会である。上院議長は、テネシー州知事の役職も兼任する。州議会は、州政府予算やその他の法案を可決するほか、州憲法で定められた3人の州政府高官を任命する。また、州憲法を改正するあらゆるプロセスにおいて、発議機関としての役割も担っている。

## 組織

### 憲法上の構造
1870年のテネシー州憲法によると、議会は両院制で、33名の議員からなる上院と99名の議員からなる下院で構成される。
上院議員は2年任期で選出される。1966年の憲法改正により、上院議員は4年任期で選出されるが、偶数番号の選挙区は大統領選挙の年に、奇数番号の選挙区はテネシー州知事選挙の年に選出される。
州憲法によると、下院議員は21歳以上で、米国市民であり、選挙の1年前から選挙区に3年以上居住していなければならない。また、上院議員は30歳以上で、米国市民であり、テネシー州に3年以上居住し、選挙の1年前から選挙区に居住していなければならない。

### 非常勤の州議会
州議会を非常勤の機関とするため、2年任期につき90日間の「立法日」に制限され、さらに各任期開始時の組織目的のために最大15日間が加算される。立法日とは、上院または下院が正式に各院の議場で会議を開いた日を指す。議員には、基本給2万4316ドルと、立法日1日につき284ドルの日当が支払われる（2020年）。州議会が90立法日を超えて開会した場合、議員は経費を受け取ることができなくなる。
議員は、自宅や選挙区内の別の場所にある議員業務専用のオフィススペースの維持費として、毎月1,000ドルの「オフィス手当」も受け取っている。伝統的に、給与よりも日当やオフィス手当を引き上げるほうが、政治的には容易であった。
各院の議長は、他の議員よりも3倍の報酬を受け取る権利がある。2004年に制定された法律により、議員は、前年度に州職員に支払われた昇給額と同額の昇給を受ける。
知事はまた、議題が限定され、期間が20日間に限られる「臨時会」を招集することができる。各院の3分の2の議員は、請願によりそのような招集を開始することもできる。

### 合同委員会
各院は独自の委員会制度を設けているが、上院と下院の両院議員で構成される委員会も数多くある。
財政審査合同委員会
財政審査合同委員会は、歳入徴収、予算案およびその他の予算要求、歳出、州債、各種州基金などの項目を継続的に審査している。また、テネシー教育宝くじの収益予測を作成するとともに、州政府の各部門および機関の財務運営を監督している。さらに、議会に提出される各法案に添付される財政注釈を作成し、法案の内容が州政府および地方政府に及ぼす費用の見込みを記載している。
1967年に議会の特別常任委員会として設置され、上院議員6名と下院議員9名で構成される。各議員はそれぞれの議院で選出される。さらに、各議院の議長と、各議院の財務・歳入・歳出委員会の委員長も職権上委員となる。現在の委員は以下のとおりである。
| 財政審査合同委員会の委員 | 財政審査合同委員会の委員 | 財政審査合同委員会の委員                         |
| 氏名                     | 議院                     | 備考                                             |
| ------------------------ | ------------------------ | ------------------------------------------------ |
| Ron Travis (R)           | 下院                     | 委員長                                           |
| Todd Gardenhire (R)      | 上院                     | 副委員長                                         |
| Paul Bailey (R)          | 上院                     |                                                  |
| Brenda Gilmore (D)       | 上院                     |                                                  |
| Sara Kyle (D)            | 上院                     |                                                  |
| Steve Southerland (R)    | 上院                     |                                                  |
| Bo Watson (R)            | 上院                     | 上院財政委員会委員長を職務上兼任                 |
| Ken Yager (R)            | 上院                     |                                                  |
| Bill Beck (D)            | 下院                     |                                                  |
| Michael Curcio (R)       | 下院                     |                                                  |
| Martin Daniel (R)        | 下院                     |                                                  |
| Darren Jernigan (D)      | 下院                     |                                                  |
| Susan Lynn (R)           | 下院                     | 下院財務・歳入・歳出委員会の委員長を職務上務める |
| Pat Marsh (R)            | 下院                     |                                                  |
| Larry J. Miller (D)      | 下院                     |                                                  |
| Mark White (R)           | 下院                     |                                                  |
| Ryan Williams (R)        | 下院                     |                                                  |

政府業務規則合同審査委員会
政府業務規則合同審査委員会は、上下両院の政府業務委員会の全委員で構成される。同委員会は、州政府の各部局が作成した規則や規制を審査する。
3つの小委員会が設置されている。
| 小委員会               | 委員長              | 副委員長                 | 委員 |
| ---------------------- | ------------------- | ------------------------ | --- |
| 商務・労働・運輸・農業 | Rep. Jay Reedy (R)  | Sen. Paul Rose (R)       | Senators: Mike Bell, Rusty Crowe, Ed Jackson, Sara Kyle, Mark Pody                                       |
| 商務・労働・運輸・農業 | Rep. Jay Reedy (R)  | Sen. Paul Rose (R)       | Representatives: Martin Daniel, Curtis Halford, G.A. Hardaway, Dan Howell, William Lamberth, John Ragan  |
| 教育・保健・社会福祉   | Rep. John Ragan (R) | Sen. Janice Bowling (R)  | Senators: Rusty Crowe, Ed Jackson, Bill Powers, Kerry Roberts, Sara Kyle, Paul Rose                      |
| 教育・保健・社会福祉   | Rep. John Ragan (R) | Sen. Janice Bowling (R)  | Representatives: Kent Calfee, Karen Camper, Martin Daniel, Gloria Johnson, William Lamberth, Iris Rudder |
| 司法・政府             | Sen. Mark Pody (R)  | Rep. Justin Lafferty (R) | Senators: Mike Bell, Janice Bowling, Sara Kyle, Bill Powers, Kerry Roberts                               |
| 司法・政府             | Sen. Mark Pody (R)  | Rep. Justin Lafferty (R) | Representatives: Kent Calfee, Martin Daniel, Bill Dunn, William Lamberth, Mary Littleton, Mike Stewart   |

年金・保険合同委員会
上院および下院の財務委員会、歳入委員会、および歳出委員会の委員、各財務委員会委員長により任命された3名、各議長により任命された2名で構成される。さらに、財務長官、州財務官、人事・財務・総務担当委員、および州退職年金制度担当理事も、職権上メンバーに含まれる。
| 委員                      | 役職                                         |
| ------------------------- | -------------------------------------------- |
| Sen. Bo Watson (R)        | 委員長及び上院財務・歳入・歳出委員会委員長   |
| Rep. Susan Lynn (R)       | 副委員長及び下院財務・歳入・歳出委員会委員長 |
| Sen. Paul Bailey (R)      |                                              |
| Sen. Todd Gardenhire (R)  |                                              |
| Sen. Brenda Gilmore (D)   |                                              |
| Sen. Joey Hensley (R)     | 上院財務・歳入・歳出委員会第2副委員長        |
| Sen. Jack Johnson (R)     |                                              |
| Sen. John Stevens (R)     | 上院財務・歳入・歳出委員会第1副委員長        |
| Rep. Patsy Hazelwood (R)  | 下院財務・歳入・歳出委員会副委員長           |
| Rep. Gary Hicks (R)       |                                              |
| Rep. Andy Holt (R)        |                                              |
| Rep. William Lamberth (R) |                                              |
| Rep. Brandon Ogles (R)    |                                              |
| Rep. Rick Staples (D)     |                                              |
| Ex officio members        |                                              |
| Jason Mumpower            | 財務長官                                     |
| David Lillard             | 州財務官                                     |
| Juan Williams             | 人事担当官                                   |
| Stuart McWhorter          | 財務・総務担当官                             |
| Jamie Wayman              | テネシー州統合退職年金制度局長               |

TACIR
テネシー州政府間関係諮問委員会（TACIR)は、州議会の合同委員会と見なされている。

## 第113議会（2023-2024年）の構成

### 上院
| 時期         | 政党(網掛は多数党を示す) | 政党(網掛は多数党を示す) | 合計 |      |  |
| ------------ | ------------------------ | ------------------------ | ---- | ---- |  |
| 時期         |                          |                          | 合計 |      |  |
| 時期         | 共和党                   | 民主党                   | 合計 | 空席 |  |
| 前議会終了時 | 27                       | 6                        | 33   | 0    |  |
|              |                          |                          |      |      |  |
| 今議会開始時 | 27                       | 6                        | 33   | 0    |  |

### 下院
| 時期          | 政党(網掛は多数党を示す) | 政党(網掛は多数党を示す) | 合計 |      |
| ------------- | ------------------------ | ------------------------ | ---- | ---- |
| 時期          |                          |                          | 合計 |      |
| 時期          | 共和党                   | 民主党                   | 合計 | 空席 |
| 前議会終了時  | 73                       | 25                       | 99   | 0    |
|               |                          |                          |      |      |
| 今議会開始時  | 75                       | 24                       | 99   | 0    |
| 2023年4月6日  | 75                       | 22                       | 97   | 2    |
| 2023年4月10日 | 75                       | 23                       | 98   | 1    |
| 2023年4月12日 | 75                       | 24                       | 99   | 0    |
| 2023年4月20日 | 74                       | 24                       | 98   | 1    |

## 州議会の職務

### 立法スケジュール
州議会は、会期中は週に3日以内に行われる。下院と上院の会議は、月曜日、水曜日、木曜日に行われる。火曜日と水曜日の大半は、実際の会議よりも委員会や公聴会に主に使用される。テネシー州会議事堂では、火曜日と水曜日も、毎週のようにさまざまな団体が展示ブースを設置し、それぞれの主張を議員に知らせるため、多種多様な趣を呈する。
会議は毎年1月に始まり、通常5月までに終了するが、最近の財政危機では7月まで会議が続いた。 払い戻し対象勤務日数の制限と、テネシー州政府の会計年度が7月1日～6月30日であることから、議会には、特に予算の採択に関して、かなりの時間的プレッシャーがかかる。
州議会の議員は、会期中はフルタイムの仕事、それ以外の期間は委員会や公聴会（議員には経費が払い戻され、交通費が支給される）があるため、パートタイムの仕事とみなされるのが一般的である。議員として生計を立てるのに十分な数の委員会に所属している議員も数人いるが、大半は独立した実業家や弁護士である。
ロビイストは議員と個別に食事をすることは許されていないが、議員全員または特定のグループを招待して彼らを称えるイベントを開催することは禁止されていない。これはロビー活動の主な手段となっている。議員は、実際に議会が開かれている間は、自分自身のための選挙資金調達イベントを開催することも禁じられている。

### 役職
各院は独自の規則を定め、議長を選出する。上院議長は、テネシー州知事という肩書きと役職も兼ねている。30年以上にわたり、両院の議長はいずれもテネシー州西部の出身者であったため、州東部の3分の2の地域では強い反発が生じていた。1971年から2007年1月まで、テネシー州副知事は民主党員のジョン・S・ワイルダーが務めていた。2004年の選挙でテネシー州上院を共和党が奪還した後も、ワイルダーは再選された。しかし、2006年の議会選挙で共和党が議席を増やし、2007年1月、上院は共和党のロン・ラムジー（テネシー州東部選出）を副知事職に選出した。現在の副知事は、2017年1月に選出された共和党のランディ・マクナリーである。第111議会には32人の新人議員がおり、そのうち28人が下院議員である。第111回議会では、下院議長と上院多数党院内総務がそれぞれ交代し、指導的立場に新人議員が就いた。現在の下院議長は、2019年に選出されたキャメロン・セクストンである。

### 選挙区割り
上下両院の議会地区は、10年ごとに実施されるアメリカ合衆国連邦政府による国勢調査で人口に基づいて再配分されるはずである。しかし、1902年から1962年の間、この作業は行われなかった。その結果、合衆国最高裁判所はベーカー対カー事件（369 U.S. 186）において、この措置を取るよう判決を下した。その後、1990年代後半にテネシー州西部に黒人過半数の選挙区を設置するよう議会に命じる判決を下すなど、他の訴訟も起こされた。

## 権限

### 立法
州議会議員の職務は、州法の制定、改正、廃止を行うことである。州議会議員に与えられた権限には、予算の編成、課税と徴収、郡や町に課税を認める権限などがある。
州議会は州憲法により、州最高の立法機関として認められている。州議会の責任は、州政府の機能に必要な予算を承認することである。毎年、州知事は一般教書演説で予算の優先事項について説明する。議会は合同会議を開き、知事の演説に同席する。法案は上院または下院のいずれかで提出され、一般法案または地方法案のいずれかとなる。一般法案は州全体に適用され、地方法案は市や郡に適用される。地方法案は州議会で可決され、対象となる地域での承認を得る必要がある。
テネシー州憲法では、議会で法案が否決された後、同じ内容の法案を同じ会期中に可決することはできないと規定されている。テネシー州憲法では、各法案は上下両院で3日間に分けて可決されなければならないと規定されている。新しい法案を可決するには、憲法で定められた多数決による必要がある。
州憲法によると、州政府内の3つの役職（国務長官、州財務官、会計検査官）は、州議会合同会議において、各議員が1票を投じることで選出される。各役職は、過半数の票（132票中67票）を獲得した候補者が就任する。
議会は、州選挙委員会の7人の委員を選出する。過半数党（132議席中過半数を占める政党）から4人、少数党から3人を選出する。

### 知事選の論争
州法では、知事選挙の決着は州議会の合同会議で決定されるものとされている。また、州憲法では、一般投票で同票数が記録された場合は、極めて起こり得ない選挙結果ではあるが、議会が合同会議で知事選挙の結果を決定することが義務付けられている。

### 州憲法の改正
州議会は州憲法の改正を提案することができるが、時間のかかる 2 つのプロセスのいずれかを通じてのみ提案できる。

#### 改憲発議
州議会が州憲法改正案を直接提案するには、まず、議会の一期中に各院の絶対多数で可決されなければならない。その後、次の議会期中に、今度は各院で3分の2以上の多数で可決されなければならない。
その後、この修正案は州民投票にかけられるが、知事選と同時に行われる場合に限られる。修正案が可決され、発効するためには、知事選の総投票数の半数以上の賛成票を得なければならない。
テネシー州憲法は、1998年に「被害者権利修正条項」が追加されるまで、このような形で改正されることはなかった。2002年には、州宝くじを制定するために同様のプロセスが用いられた。
議会が提案した2つの改正案が、2006年の投票用紙に載せられた。2005年には、「テネシー州結婚保護法改正案」が可決され、2006年の投票に提出されることになった。この改正案は、州内で法的に認められる結婚は、男女間のもののみであると規定している。アメリカ自由人権協会は、改正案を公に宣伝するという憲法上の義務が果たされていないとして、改正案の有効性に異議を申し立てていた。しかし、2006年2月23日、デビッドソン郡トップのエレン・ホッブス・ライルは、この修正案を2006年の投票用紙に掲載すると裁定した。この修正案と、高齢者に対する固定資産税増税免除を認める修正案は、2006年11月の投票で承認された。
2010年、有権者は州法の範囲内で狩猟と釣りを許可する改正案を承認した。
州憲法を改正するもう1つの方法、そして1998年以前のすべての改正で用いられた方法は、議会が、憲法のある特定の規定の改正を検討するために憲法会議を招集すべきかどうかについて、投票にかけるというものである。
有権者が州全体の選挙でこの提案を承認した場合、次の州全体の選挙で、この会議の代表議員を選出する。その後、この会議が開催され（テネシー州会議事堂の議場にて）、勧告を行う。この勧告は、特別に招集された選挙、または他の州全体の選挙と同時に実施される選挙のいずれにおいても投票に付され、投票した有権者の単純過半数で可決されればよい。
この方法は、6年に1回以上使用することはできない。